# Bernd Knipperdolling

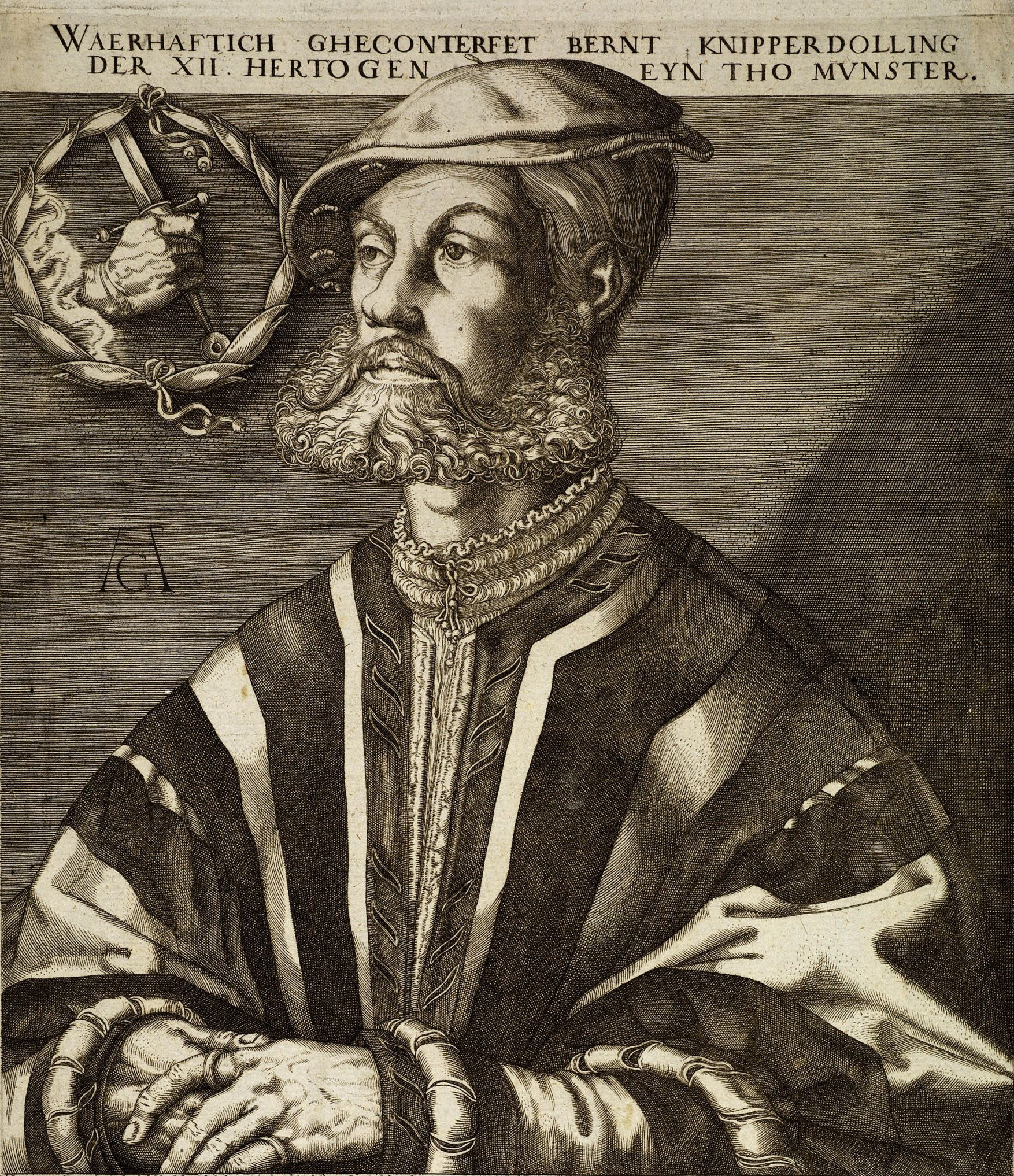
Bernd Knipperdolling, kopparstick av Heinrich Aldegrever.

Bernd Knipperdolling, död 1536, var en tysk upprorsman.
Knipperdolling var klädesmakare i Münster. Han tillhörde den apokalyptiskt-revolutionära riktningen inom Anabaptism-rörelsen och blev sedan hans parti fått överhanden i Münster vald till borgmästare i februari 1534. Under belägringen då Jan van Leiden blev ledare, var Knipperdolling dennes svärdsbärare (skarprättare) och ställföreträdare. Efter stadens fall avrättades Knipperdolling tillsammans med von Leiden och Bernhard Krechting efter grym tortyr.